# برج کیو یک گلدکست
برج Q۱( به معنای اولین کوئینزلند) آسمان خراشی است که در سِرفِرز پارادایز، مرکز گردشگری شهر گلد کوست استرالیا، واقع شده‌است. این سازه با ۳۲۳ متر ارتفاع، در حال حاضر مرتفع‌ترین برج در نیمکره جنوبی (با احتساب برجک آن) زمین و پس از برج مارینا توچ دبی، مرتفع‌ترین برج مسکونی جهان است.
این برج بیستمین ساختمان بلند در میان برجهای جهان است که با ارتفاعش تا ساخته شدنSOUL ۲۴۰ متری و ERICLEON CAVILL ۲۳۰ متری خط آسمان گلد کست را کوتاه جلوه خواهد داد.

## طرح و بنا
Q۱ توسط Atelier SDG طراحی و فرم آن از مشعل المپیک ۲۰۰۰ سیدنی و تالار اپرای شهر سیدنی الهام گرفته شده‌است. نام این بنا برای بزرگداشت اعضای تیم قایقرانی دهه ۱۹۲۰ المپیک استرالیا، با عنوان «Q۱ برترین کوئینزلند» نامگذاری گردیده‌است.
برج مذکور توسط Sunland Group مطرح و توسط مجموعه Sunland نیز ساخته شد و برنده جایزه نقره Emporis Skyscraper Award ۲۰۰۵ یعنی مقام دوم بعد از برج پیچنده سوئد گردید.

## عرشه تماشا
عرشه تماشای برج Q۱ در طبقه ۷۷ تنها عرشه تماشای ساحلی جهان است که دارای دو طبقه با ظرفیت فضایی۴۰۰ نفرمی باشد. بلندترین قسمت Q۱ که از فاصله‌ای دور قابل رویت هست.

## کیفیات
- ۸۰ طبقه ارتفاع
- ۳۲۳ متر بلندی
- Q۱ با احتساب برجک فقط ۱ متر کوتاه‌تر از برج ایفل است که با احتساب آنتن ۳۲۴ متر ارتفاع دارد.
- پنت هاوس (آپارتمان واقع در آخرین طبقه ساختمان بلند) گرانترین آپارتمانی است که در کوئینز لند به فروش رسیده‌است.
- بالای طبقه ۶۰ جنگل استوایی کوجکی هست که این باغ هوایی با ارتفاع ۱۰ طبقه به هنگام شب جلوه نمایی می‌کند.
- ساختمان در نوامبر ۲۰۰۵ تکمیل شده‌است.
- ساختمان با ۲۲ پایه که ۲ متر قطر دارند و تا ۴۰ متری زمین و ۴ متری زمین سخت نفوذ کرده‌اند، نگهداری می‌شود.

## نگارخانه

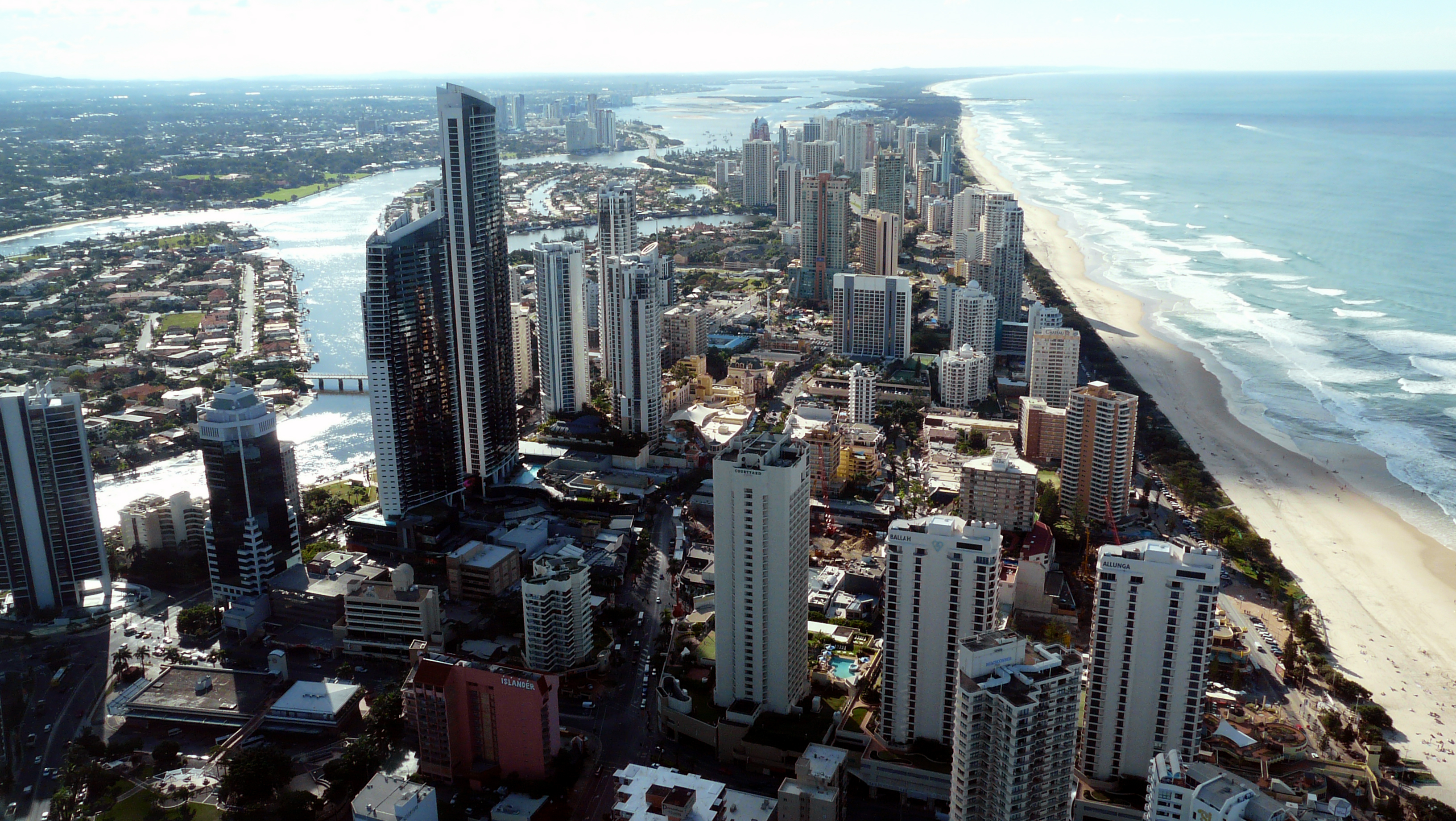
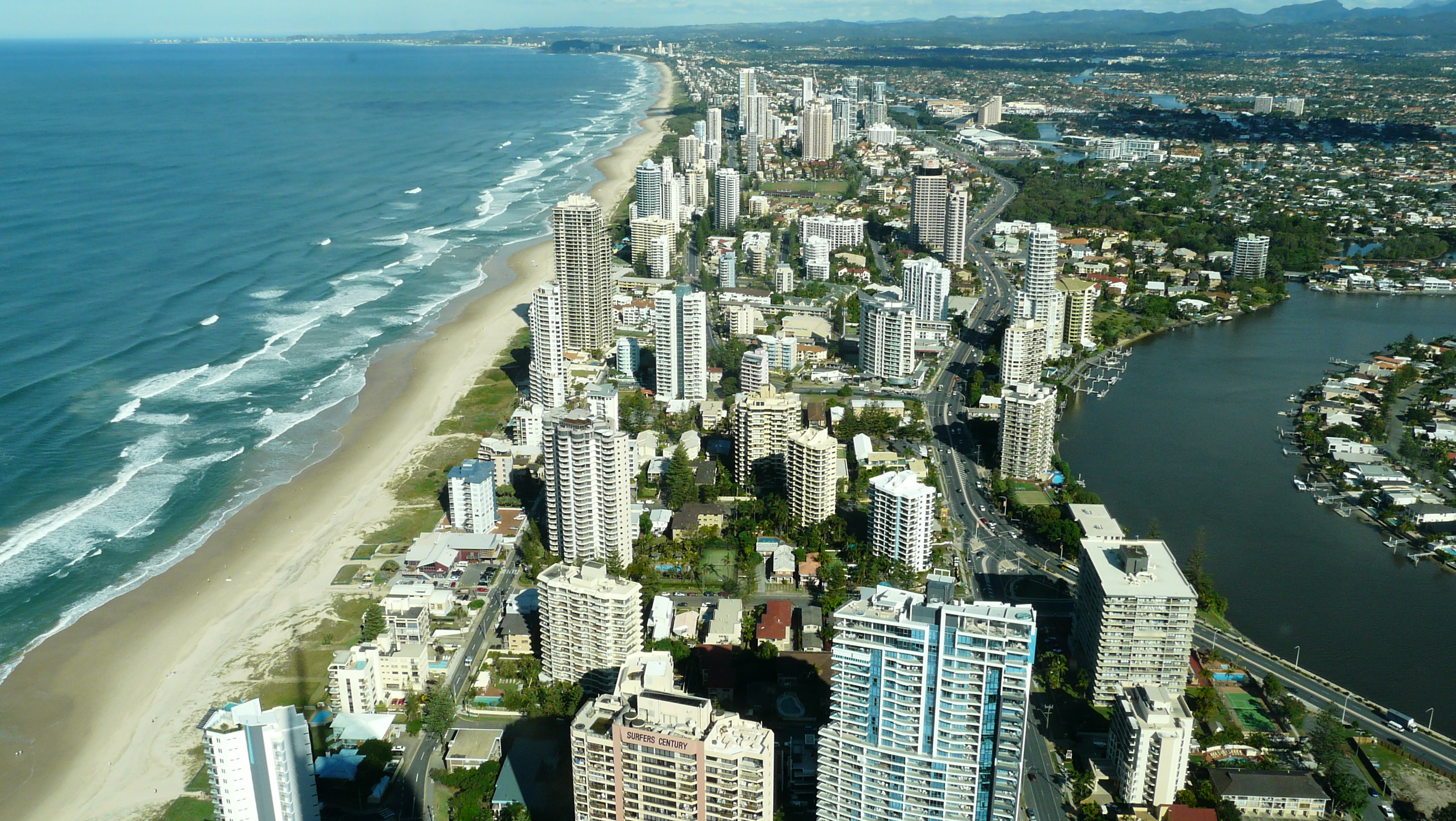
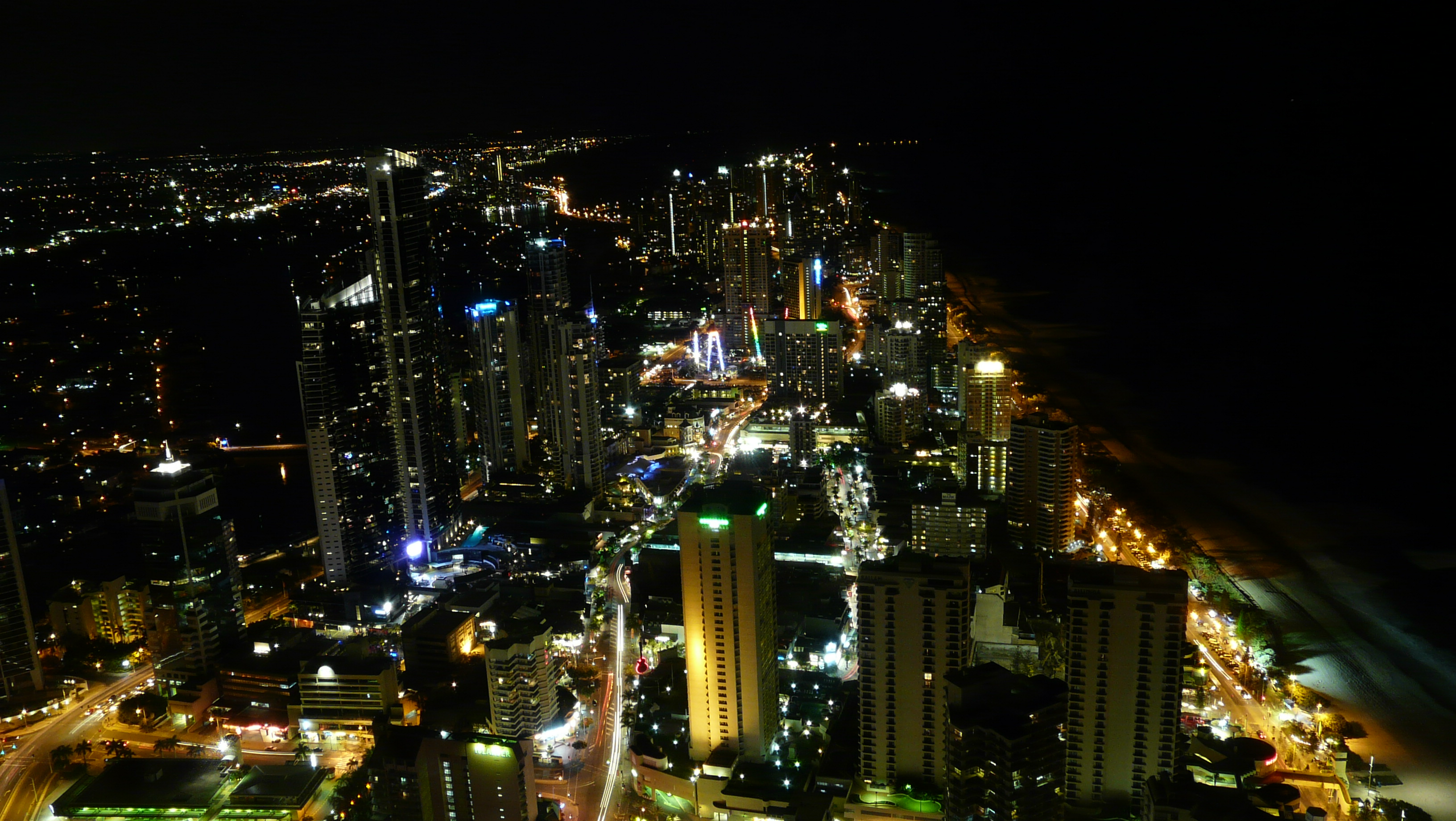
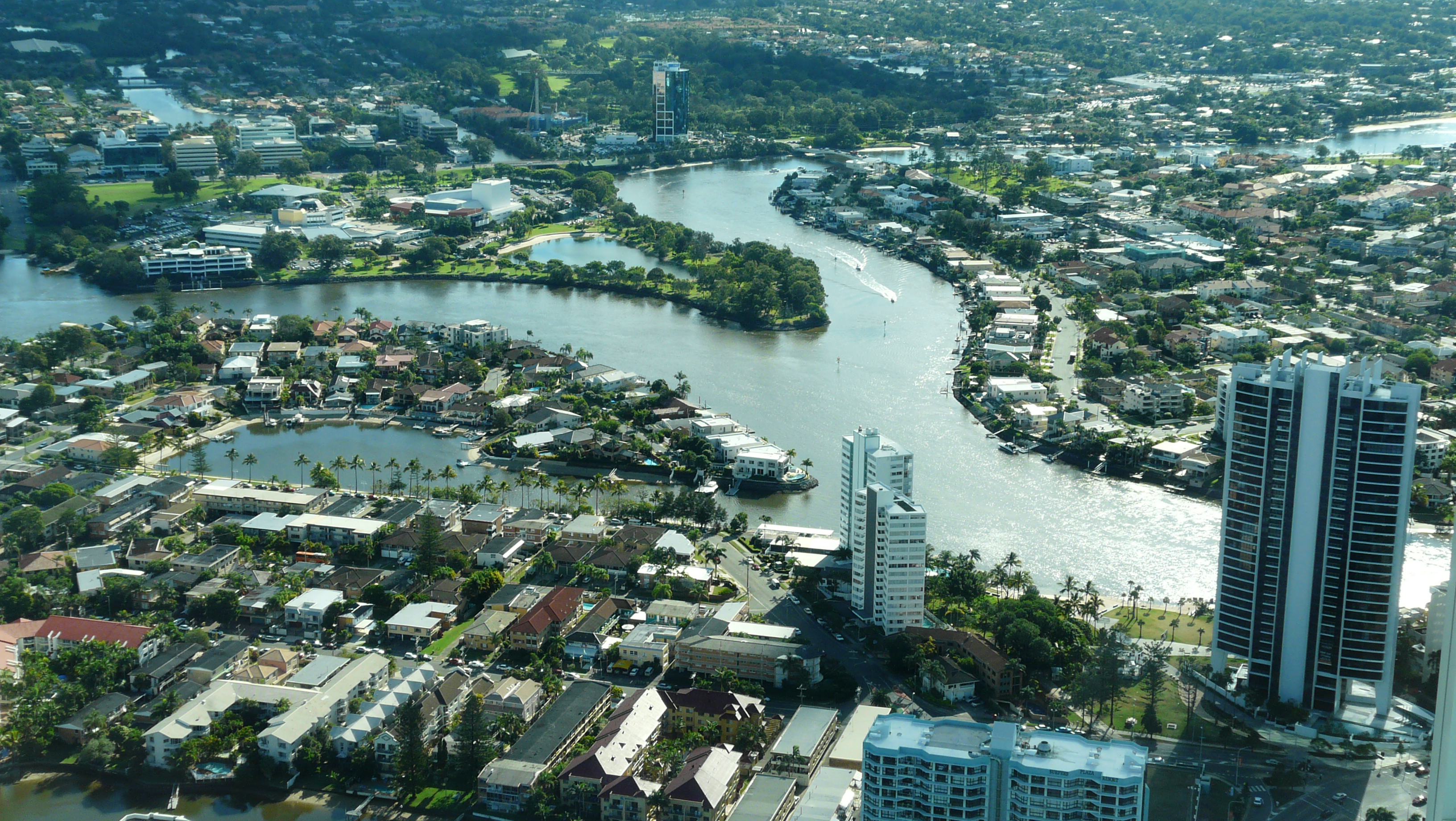